# Contra el viento (novela)
Contra el viento es una novela escrita por Ángeles Caso ganadora del Premio Planeta en 2009.  

## Contexto
El Premio Planeta es un galardón literario creado en 1952 por José Manuel Lara Hernández, fundador de la editorial Planeta. Su objetivo principal era promover a los escritores de lengua castellana en un mercado literario dominado por autores anglosajones. Desde sus inicios, el premio jugó un papel importante en la profesionalización de la escritura, ya que los ganadores suelen recibir una gran atención mediática que los convierte rápidamente en autores populares.
La ganadora, que firmó con el pseudónimo Virginia Evora, en homenaje a la cantante Cesária Evora, ya fue finalista del premio en 1994 con El peso de las sombras. El éxito de este libro le permitió dedicarse en exclusividad a la narrativa. En una entrevista posterior al anuncio del premio que recibió por la novela, Caso expresó su agradecimiento hacia las mujeres cuyas historias inspiraron su obra. En particular, dedicó un reconocimiento especial a la mujer que fue niñera de su hija, quien sirvió como base para la creación del personaje de Sâo.

## Sinopsis
La novela narra la historia de Sâo, una mujer originaria de Cabo Verde que lucha contra la adversidad en busca de una vida mejor. Está dividida en diez partes, precedida cada una de un subtítulo. La primera parte, titulada "Mi madre", está narrada en primera persona por una voz narrativa femenina que cuenta la historia de su madre, joven aldeana muy alegre que se casa con un indiano rico regresado de México que le dobla la edad. El carácter abusivo del padre marcará la vida de la familia. Los cinco capítulos siguientes narran en tercera persona la vida de Sâo nacida de una violación. La joven se cría con una vecina mientras su madre emigra con otra pareja. Sâo ve en la educación su único medio de escapar a a la pobreza aunque sus sueños de estudiar se ven frustrados. Emigra a Praia, la capital, para trabajar cuidando niños durante varios años y termina emigrando a Europa. En Portugal conoce a un joven angoleño con residencia legal. Se queda embarazada pero ante el maltrato físico de su pareja, se escapa con su hijo a Madrid y es allí donde conoce a la autora. Por eso el capítulo siete está titulado Sâo y yo. Bigador y su nueva pareja convencen a Sao de que él ha cambiado y que regrese a Lisboa. Lo hace pero aprovechan para raptar a su hijo y llevárselo a Angola. La obra termina con el rescate del hijo por parte de la madre quien viaja Angola sola para recuperarlo.
Basada en un caso real, esta obra pone de relieve los desafíos que enfrentan los inmigrantes, en especial las mujeres, en su travesía por sobrevivir en un mundo que les resulta hostil.

## Reconocimientos
- En el año 2009, la novela Contra el viento ganó el Premio Planeta.[5]